# Língua feroesa
A língua feroesa 
, faroesa                                                                ou feroica                                                                (nativamente føroyskt) é a língua oficial das Ilhas Feroé, falada pelos 47 000 habitantes do arquipélago, mais cerca de 20 000 feroeses vivendo na Dinamarca.

Forma, juntamente com o islandês e alguns dialetos do novo norueguês (nynorsk), o subgrupo das línguas nórdicas ocidentais.

Junto com o islandês e com o extinto norn, é uma das três línguas nórdicas insulares descendentes do norueguês antigo.

É desde 1948, língua oficial das Ilhas Faroé.

## História
O feroês deriva do Nórdico Antigo falada pelos povoadores noruegueses que se estabeleceram nas ilhas Féroes no século IX. Conhece-se pouco sobre seu desenvolvimento até à Reforma Protestante, depois da qual, o dinamarquês foi instituído como língua escrita oficial do arquipélago até o século XIX.

Os únicos resquícios de feroês da época anterior à Reforma são documentos épicos medievais realizados por copistas nativos (aprox. século XVI), uns poucos fragmentos de canções do século XVII e documentos épicos ocasionais em escritos dinamarqueses (séculos XVI e XVII).

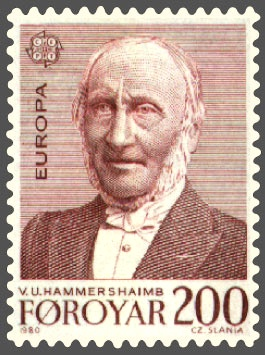
V. U. Hammershaimb, padre, político e linguista feroês, criador da moderna língua feroesa escrita, representado num selo das Ilhas Féroes

A língua nativa das ilhas (independentemente de seu status anterior à Reforma) havia se convertido no final do século XVI em pouco mais que uma língua familiar e de trabalho. Os assuntos públicos, religiosos e legais eram tratados em dinamarquês, além do uso ocasional do norueguês antigo em alguns manuscritos legais ou cópias dos mesmos.
Portanto, o conhecimento da evolução da língua nas ilhas Féroes, da sua ocupação até as primeiras tentativas de se gravar por escrito os textos orais da língua nativa, nos anos finais do século XVIII, é muito escasso. Devido à falta de status oficial no período posterior à Reforma o feroês sofreu uma série de consequências, sendo uma delas a forte influência do dinamarquês, especialmente no léxico.
Sua ortografia, estabelecida em meados do século XIX, deve muito ao antigo norueguês e um pouco ao islandês, tendo estas línguas influência na morfologia, sintaxe e léxico do feroês escrito. Ainda que cada povoado feroês tenha suas próprias características no estilo da língua, a compreensão mútua é total, e a capital, Tórshavn, converteu-se no centro linguístico das ilhas, do que se pode supor que com o passar do tempo a língua falada nesta cidade se converta na variante normativa.
A língua escrita foi definida pelo linguista e folclorista feroês Venceslaus Ulricus Hammershaimb em 1846. Em 1912 foi autorizada para uso em algumas escolas e igrejas e em 1938 se converteu na única língua para ensino nas escolas, no lugar do dinamarquês.

## Dados
O feroês é a língua materna de cerca de 47.000 habitantes das Ilhas Feroé, um grupo de 18 ilhas no Atlântico Norte, a meio caminho entre a Escócia e a Islândia. É a primeira língua oficial e a língua do ensino das Ilhas Faroé, sendo o dinamarquês a segunda língua oficial do país. Estas ilhas pertenceram à coroa norueguesa até 1816, quando passaram ao domínio da coroa dinamarquesa, recebendo um status semi-independente em 1948.

## Dialetos
A partir do século XVIII, pelo menos, o feroês experimentou uma considerável variação linguística. Foram definidas fronteiras dialetais básicas, nas quais cada povoado conta com uma forma de falar própria e definida. A maioria das diferenças se observa na ordem fonológica, ainda que não existam problemas de incompreensão mútua; ao contrário, cada pessoa usa sua própria variedade de língua sem que ocorram dificuldades de entendimento.
Devido à imposição do dinamarquês como língua oficial, não se elaborou uma forma normativa de feroês, nem tampouco está claro que isso seja feito no futuro. Desde 1958, um instituto de línguas (e posteriormente um comitê linguístico) tem observado a evolução do feroês, tendo as atividades desta instituição orientado seu trabalho a purificar a língua da influência dinamarquesa e de outros elementos estrangeiros o que pode ser considerado um possível formato para uma futura língua padrão.

## Escrita

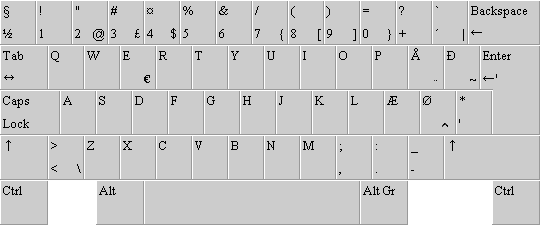
Disposição de um teclado em língua feroesa

Em contraste com o islandês, o feroês não possui tradição escrita até recentemente. Os textos mais antigos, exceto algumas características feroesas em textos noruegueses, são três canções de 1773. Desde o século XIX a língua feroesa deixou de ser uma língua meramente falada para ser uma língua ensinada na escola, dos jornais, igrejas e rádios, além da administração pública. O alfabeto feroês tem 29 letras sendo delas 11 são vogais e o resto consoantes. Este alfabeto tem origem norueguesa e islandesa.

## Alfabeto
| Maiúsculas |   |   |   |   |   |   |   |   |   |   |   |   |   |   |   |   |   |   |   |   |   |   |   |   |   |   |   |   |
| A          | Á | B | D | Ð | E | F | G | H | I | Í | J | K | L | M | N | O | Ó | P | R | S | T | U | Ú | V | Y | Ý | Æ | Ø |
| Minúsculas |   |   |   |   |   |   |   |   |   |   |   |   |   |   |   |   |   |   |   |   |   |   |   |   |   |   |   |   |
| a          | á | b | d | ð | e | f | g | h | i | í | j | k | l | m | n | o | ó | p | r | s | t | u | ú | v | y | ý | æ | ø |

## Gramática
Como língua escandinava ocidental, a língua feroesa está relacionada com a islandesa e a vários dos dialetos noruegueses ocidentais e se desenvolveu a partir da língua falada pelos noruegueses que colonizaram as ilhas até o século IX. Ainda que haja variantes significativas em pronúncia de ilha a ilha não há verdadeiras variantes dialetais. É notável pelos vários ditongos desenvolvidos das antigas e simples vocais.
Os substantivos têm variações fortes e fracas, havendo três gêneros, dois números e quatro casos.
O artigo definido singular masculino e feminino é hin e neutro hitt, com formas plurais hinir, hinar e hini. Exemplo: hin stóri báturin (o grande barco).

O artigo indefinido é ein e eitt. Exemplo: ein stórur bátur (um grande barco)
A numeração de 1 a 10: ein, tvær, tríggir, fýra, fimm, seks, sjey, átta, níggju, tíggju; 11 ellivu, 12 tólv, 20 tjúgu 30 tríati, 40 fýrati.
Os verbos têm:
Três vozes: ativa, intermediária e passiva.
Modos: indicativo, subjuntivo e imperativo
Oito tempos: perfeito, imperfeito, mais-que-perfeito, futuro perfeito e passado condicional. Os tempos presente e imperfeito são simples, os demais compostos.
Os pronomes pessoais em terceira pessoa distinguem gênero. Singular 1 eg, 2 tú, 3 hann, hon, tað; Plural 1 vit, 2 tit, 3 teir, tær, tey. O demonstrativo masculino e feminino é tann. O pronome relativo é ið/sum.
A ordem da frase é sujeito, verbo e objeto.

## Vocabulário
Algumas palavras em faroês:

| Português   | Faroês     |
| ----------- | ---------- |
| Olá         | Hey        |
| Obrigado    | Takk       |
| Eu          | Eg         |
| Sim         | Ja         |
| Não         | Nei        |
| Café        | Kaffistova |
| Restaurante | Matstova   |
| Rua         | Gøta       |